# Liste der Museen im Landkreis Main-Spessart
Die Liste der Museen im Landkreis Main-Spessart gibt einen Überblick über aktuelle und ehemalige Museen im Landkreis Main-Spessart in Bayern.

## Aktuelle Museen
| Gemeinde         | Name                                             | Kurzbeschreibung | gegründet/ eröffnet | Träger                                                   | Standort             | Bild           | Link |
| ---------------- | ------------------------------------------------ | --- | ------------------- | -------------------------------------------------------- | -------------------- | -------------- | ---- |
| Frammersbach     | Fuhrmann und Schneider Museum                    | Das regionalgeschichtliche Museum ist dem Fuhrmannswesen und der Heimschneiderei gewidmet, die über Jahrhunderte das Leben in Frammersbach prägten und für einen relativen Wohlstand sorgten. Es ist in einem ehemaligen Wohnhaus einer Heimschneiderfamilie untergebracht, dessen Ausstattung die Wohnverhältnisse des 19. und frühen 20. Jahrhunderts widerspiegelt. Ein „Tonraum“ zeigt historische Geräte zur Wiedergabe von Ton. | 2003                | Gemeinde Frammersbach                                    | Hinterdorf           |                |      |
| Gemünden am Main | Museum Film-Photo-Ton                            | Das Museum im Huttenschloss dokumentiert die Geschichte von (bewegten) Bildern aus verschiedenen Epochen von der Kamera über den Filmschnitt bis hin zur Projektion. |                     |                                                          | Huttenschloss        | weitere Bilder |      |
| Hasloch          | Kurtz Ersa Hammermuseum                          | Das in einem Nebengebäude des Eisenhammers Hasloch untergebrachte Museum dokumentiert über 240 Jahre Firmen- und Industriegeschichte von den Anfängen des Eisenhammers mit seinen Schmiedeprodukten bis zum international agierenden Konzern Kurtz Ersa | 2014                | Anna Göbel und Otto Kurtz Stiftung                       | Eisenhammer          | weitere Bilder |      |
| Karlstadt        | Europäisches Klempner- und Kupferschmiede-Museum | Das in einem futuristischen Gebäude untergebrachte Museum zeigt eine Sammlung alter Maschinen, Werkzeuge, Dokumente, Gesellen- und Meisterstücke aus dem Spengler-, Klempner-, Flaschner-, Blechner-, und Kupferschmiede-Handwerk. | 1998                | Stiftung Europäisches Klempner- und Kupferschmiedemuseum | Ringstraße           | weitere Bilder |      |
| Karlstadt        | Museum Karlstadt                                 | Die Abteilung ZeitBRÜCHE zeigt anhand von Kunstwerken die damit verbundenen gesellschaftlichen, wirtschaftlichen und religiösen Veränderungen. Die Abteilung StadtGESCHICHTE dokumentiert die Geschichte Leipheims. Schwerpunkte sind Siedlungsraum in der Vorgeschichte und Ausdehnung der Franken ins Maingebiet.Vier nahezu unveränderte Fachwerkstuben geben Einblicke in die Baugeschichte des Hauses.                           | 2022                |                                                          | Hauptstraße          | weitere Bilder |      |
| Lohr am Main     | Isolatorenmuseum                                 | Das Museum ist in einer außer Betrieb genommenen Turmstation untergebracht. Die Sammlung umfasst mehr als 600 Isolatoren. Es werden unterschiedliche Größen und Bauformen von Isolatoren gezeigt und deren historische Entwicklung dargestellt. Ein Schwerpunkt ist die Lohrer Glas- und Spiegelherstellung, die mit Exponaten aus über sechs Jahrhunderten vertreten ist.                                                            | 2004                | privat                                                   | Trafoturm Haagstraße | weitere Bilder |      |
| Lohr am Main     | Spessartmuseum                                   | Das Museum im Lohrer Schloss präsentiert die Kulturgeschichte eines der größten Waldgebiete Deutschlands unter dem Motto „Mensch und Wald“. Es zeigt, wie lokale Handwerke zeigen den Wald als Rohstoff- und Energielieferanten nutzten und ihre Produkte die Lebenswelt der jeweiligen Kundschaft widerspiegelten. | 1972                |                                                          | Lohrer Schloss       | weitere Bilder |      |
| Lohr am Main     | Städtisches Schulmuseum                          | Das Museum in einem ehemaligen Schulgebäude im Lohrer Stadtteil Sendelbach zeigt mehr als 3.000 Ausstellungsstücke aus 200 Jahren Schulgeschichte. Schwerpunktthemen sind Schule und außerschulische Erziehung im Kaiserreich um 1910 und im Dritten Reich. |                     | Stadt Lohr                                               | Sendelbach           |                |      |
| Neuendorf        | Fahrzeug- und Technikmuseum Neuendorf            | Das Museum im Neuendorfer Ortsteil Nantenbach zeigt unter anderem etwa 50 Motorräder aus der Zeit von 1903 bis 1980, darunter etwa 20 Rennräder, elf Oldtimer-Automobile von 1939 bis 1973 zu, darunter ein Formel-V-Rennwagen, verschiedene Ausführungen von Rennbooten und eine Dampfmaschine mit 200 PSvon 1912. | vor 1988            |                                                          | Nantenbach           | weitere Bilder |      |
| Partenstein      | Volkskundliches Museum Ahler Kråm                | Das Museum dokumentiert den Alltag des ländlichen Lebens, die Wohnkultur um 1900 und die industriellen Anfänge Partensteins, unter anderem den Abbau von Schwerspat. |                     |                                                          | Ehemaliges Schulhaus |                |      |
| Rieneck          | Heimatmuseum Rieneck                             | Das Heimatmuseum Ii Alten Rathaus zeigt Objekte zu Brauchtum, Frömmigkeit, Landwirtschaft, Handwerk und Haushalt sowie eine Spielzeugsammlung und eine große Modelleisenbahnanlage. |                     |                                                          | Altes Rathaus        | weitere Bilder |      |
| Triefenstein     | Museum Papiermühle Homburg                       | Das Museum in der Papiermühle Homburg zeigt Werkzeuge, Utensilien und Maschinen aus dem 19. und 20. Jahrhundert zur Papierherstellung und veranschaulicht in den authentisch erhaltenen Produktions- und Wohnräumen die Herstellungsprozesse und das Leben in der Papiermühle von der vorindustriellen Handpapierfertigung bis zur maschinellen Produktion.                                                                           | 1997                |                                                          | Homburg am Main      | weitere Bilder |      |
| Urspringen       | Synagogen-Museum Urspringen                      | Eine Dauerausstellung auf der Frauenempore der Synagoge Urspringen dokumentiert das Leben der Urspringener Juden vor dem Nationalsozialismus, aber auch das Schicksal der 1942 Deportierten. |                     |                                                          | Synagoge Urspringen  |                |      |

## Ehemalige Museen
| Gemeinde         | Name                            | Kurzbeschreibung | gegründet/ eröffnet | geschlossen/ aufgelöst | Träger | Standort      | Bild           | Link |
| ---------------- | ------------------------------- | --- | ------------------- | ---------------------- | ------ | ------------- | -------------- | ---- |
| Gemünden am Main | Unterfränkisches Verkehrsmuseum | Das Museum im Huttenschloss dokumentierte die Verkehrsentwicklung in Unterfranken, wo vor dem Ausbau von Straße und Schiene die Fränkische Saale und der Main die Rolle der hauptsächlichen Verkehrs- und Wirtschaftsadern spielten. | 1988                | 2009                   |        | Huttenschloss | weitere Bilder |      |